# Caeneressa tienmushana
Caeneressa tienmushana är en fjärilsart som beskrevs av Obraztsov 1957. Caeneressa tienmushana ingår i släktet Caeneressa och familjen björnspinnare. Inga underarter finns listade i Catalogue of Life.